# Nina Monka
Nina Monka (* 29. August 1997) ist eine deutsche Schauspielerin.
Bekannt wurde sie durch die Rolle der Tina/Floh Westphal in der Allein unter Töchtern-Filmreihe.

## Filmografie
- 2007: Idas Reise
- 2007: GG 19 - Eine Reise durch Deutschland in 19 Artikeln
- 2007: Allein unter Töchtern (Fernsehfilm)
- 2008: Friedliche Zeiten
- 2009: Still
- 2009: Deutschland 09 (Segment „Erster Tag“)
- 2009: Allein unter Schülern (Fernsehfilm)
- 2011: Wintertochter
- 2011: Allein unter Müttern (Fernsehfilm)
- 2012: Allein unter Nachbarn (Fernsehfilm)
- 2014: Allein unter Ärzten (Fernsehfilm)

## Werbung
- 2013: Postbank

## Auszeichnungen
2010 erhielt sie für ihre Rolle in dem 2007 gedrehten Film Friedliche Zeiten zusammen mit Leonie Brill den Preis als Beste Schauspielerin beim Funchal Filmfest in Madeira.